# Tarina Patel
Tarina Patel là một nữ diễn viên, nhà sản xuất phim và người mẫu Nam Phi, sinh ra ở Cape Town và lớn lên ở Durban. Patel đã xuất hiện trên nhiều trang bìa tạp chí bao gồm Elle, Dossier, FHM, Cosmopolitan và Glamour.

## Đầu đời
Patel được nuôi dưỡng ở một vùng ngoại ô tên là The Bluff, Durban nằm ở tỉnh KwaZulu-Natal. Cô là con gái duy nhất của Raman Patel, một bác sĩ chuyên về gia đình và thuốc cấp cứu, và Veena Patel là giáo viên dạy tiếng Anh và Lịch sử. Patel được nuôi dưỡng như một người theo đạo Hindu và tin rằng bà nội của cô đã truyền cho cô niềm tin và sức mạnh.
Patel theo học trường Durban Girl's College với các khóa học tiếng Anh, tiếng Nam Phi, tiếng Pháp và tiếng Latin. Cô học xong năm 16 tuổi và sang Ấn Độ học ngành y. Sau đó, Patel trở về Nam Phi để hoàn thành nghiên cứu về tâm lý học tại Đại học Nhà nước Tự do ở Bloemfontein. Cô tốt nghiệp loại xuất sắc.

## Sự nghiệp

### Diễn xuất và phim ảnh
Patel trở về Ấn Độ sau khi thi bằng tâm lý học và học tiếng Hindi - điều kiện tiên quyết cho một diễn viên trong ngành công nghiệp điện ảnh Ấn Độ. Cô đã ra mắt bộ phim vào năm 2006 với bộ phim One Night With The King cùng với Omar Sharif và Peter O'Toole. Cô tiếp tục đóng trong phim Bollywood Just Married, phát hành vào ngày 16 tháng 3 năm 2007. Patel có một vai phụ đặc biệt trong Dhol. Cô cũng đã thực hiện một vai nhỏ trong bộ phim Bhagam Bhag và trong Bhool Bhulaiyaa, là bộ phim chuyển động có doanh thu cao nhất năm, trong đó cô có vai phụ là Nandini Upadhyay. Patel tiếp theo xuất hiện năm 2007 Dus KahLocationan. Năm 2008, Patel có một vai nhỏ trong Karzzzz là Julie. Ngoài ra, cô đóng vai chính trong Khallbali-Fun Unlimited được phát hành vào ngày 28 tháng 11 năm 2008. Năm 2010, Patel đóng vai chính trong Chase. Cô đóng một loạt các nhân vật với tính cách khác nhau, mặc dù tất cả đều là các phụ nữ mạnh mẽ.
Trong năm 2010 cô đã được ký hợp đồng với một trong 5 đại lý hàng đầu ở Hollywood, Paradigm, nơi cô đã thử vai diễn điện ảnh trong một mùa thử nghiệm rất cạnh tranh và đầy thách thức. Cô được công ty Independent đại diện ở Anh.
Vào tháng 2 năm 2015, cô tham gia phim Generations: The Legacy.